# やさしさで溢れるように
「やさしさで溢れるように」（やさしさであふれるように）は、JUJUの9枚目のシングル。2009年2月11日発売。発売元はソニー・ミュージックアソシエイテッドレコーズ。

## 解説
- 前作「I can be free」に引き続き、亀田誠治プロデュースのロック・バラード。
- 同年1月28日から着うたが配信開始。前作「素直になれたら」の記録を超える、4日間で10万ダウンロードを突破した[3]。また、日本最大規模の携帯歌詞サイト「デジ歌詞 JOYSOUND」にて、2月4日・2月5日付けの2日連続で閲覧ランキングデイリー1位を獲得[4]。
- MTVジャパンと日産「キューブ」のコラボレーションプロジェクト「MTV meetalk with NEW NISSAN cube」のCMソングに起用され、自らCM出演。
- カップリング曲は、竹内まりや「元気を出して」をカヴァー。

## 収録曲
1. やさしさで溢れるように (4:50)
作詞：小倉しんこう・亀田誠治 / 作曲：小倉しんこう / 編曲：亀田誠治
「MTV meetalk with NEW NISSAN cube」CMソング
「Friend-Ship Project」第6弾CMソング
2. 元気を出して (4:47)
作詞・作曲：竹内まりや / 編曲：林田"ポチ"裕一
薬師丸ひろ子のカバー

## 歌番組コラボレーション
| 番組                  | 放送日        | コラボレーション       |
| --------------------- | ------------- | ---------------------- |
| 2009 FNS歌謡祭        | 2009年12月2日 | JUJU×徳永英明          |
| 2012 FNS歌謡祭        | 2012年12月5日 | JUJU×TAKAHIRO          |
| FNSうたの夏まつり2013 | 2013年7月31日 | JUJU×D-LITE（BIGBANG） |
| 2013 FNS歌謡祭        | 2013年12月4日 | JUJU×華原朋美          |
| FNSうたの夏まつり2014 | 2014年8月13日 | JUJU×和田アキ子        |
| 2015 FNS歌謡祭        | 2015年12月2日 | JUJU×水樹奈々          |
| MUSIC FAIR            | 2016年3月5日  | JUJU×Flower            |
| 2019 FNS歌謡祭        | 2019年12月4日 | JUJU×NEWS              |

## カバー
- 徳永英明（2010年、カバーアルバム『VOCALIST 4』）
- KG（2012年、カバーアルバム『LOVE COVERS』）
- LEO（2013年、ミニアルバム『letters』）
- 森恵（2013年、カバーアルバム『Grace of the Guitar』）
- 華原朋美（2014年、カバーアルバム『MEMORIES -Kahara Covers-』）
- BIGMAMA（2014年、シングル「Sweet Dreams」）
- 川畑要（2014年、カバーアルバム『ON THE WAY HOME』）
- Sotte Bosse（2014年、カバーアルバム『Beautiful Life』）
- UNCHAIN（2015年、カバーアルバム『Love & Groove Delivery Vol.3』）
- 櫻井哲夫（2015年、カバーアルバム『Nothin' but the Bass』）
- 木山裕策（2016年、カバーアルバム『F 守りたい君へ』）
- Flower（2016年、シングル「やさしさで溢れるように」）（2016年公開映画『植物図鑑 運命の恋、ひろいました』主題歌[5]）- 以下で詳述。
- 南沙良（2019年、キリンビバレッジ『午後の紅茶』「世界で、いちばん、あったかい。冬 親子の絆」篇コマーシャルソング）
- 森内寛樹（2021年、カバーアルバム『Sing;est』に収録。）

## Flowerのシングル
Flower『やさしさで溢れるように』は、2016年6月1日にソニー・ミュージックアソシエイテッドレコーズから12枚目のシングルとして発売。

### 概要
前作「瞳の奥の銀河」から約6か月で発売のシングルで、2016年第1弾シングル。
2015年10月15日に映画『植物図鑑 運命の恋、ひろいました』の主題歌として同曲をカバーすることが発表された。
2016年3月12日にシングルとして発売することが発表された。5月3日にビジュアルと商品概要が発表された。5月25日にMusic Videoが公開された。
Googleが発表したYouTube Rewind 2016の「2016年トップトレンド音楽動画（日本）」で11位を記録した。

### 収録曲

#### 初回仕様限定盤（CD+DVD盤）
CD
1. やさしさで溢れるように
作詞：小倉しんこう・亀田誠治、作曲：小倉しんこう
2. 紫陽花カレイドスコープ

DVD
1. 「やさしさで溢れるように」Music Video

#### 通常盤（CD盤）
1. やさしさで溢れるように
2. 紫陽花カレイドスコープ
3. 太陽と向日葵 (version2016)
4. 秋風のアンサー (version2016)
5. やさしさで溢れるように (Instrumental)

#### 期間生産限定版（CD（1coin）盤）
1. やさしさで溢れるように